# Källarkantarell
Källarkantarell (Tapinella panuoides) är en svampart som först beskrevs av August Johann Georg Karl Batsch, och fick sitt nu gällande namn av Edouard-Jean Gilbert 1931. Källarkantarell ingår i släktet Tapinella och familjen Tapinellaceae.  Arten är reproducerande i Sverige. Inga underarter finns listade i Catalogue of Life.

## Källor

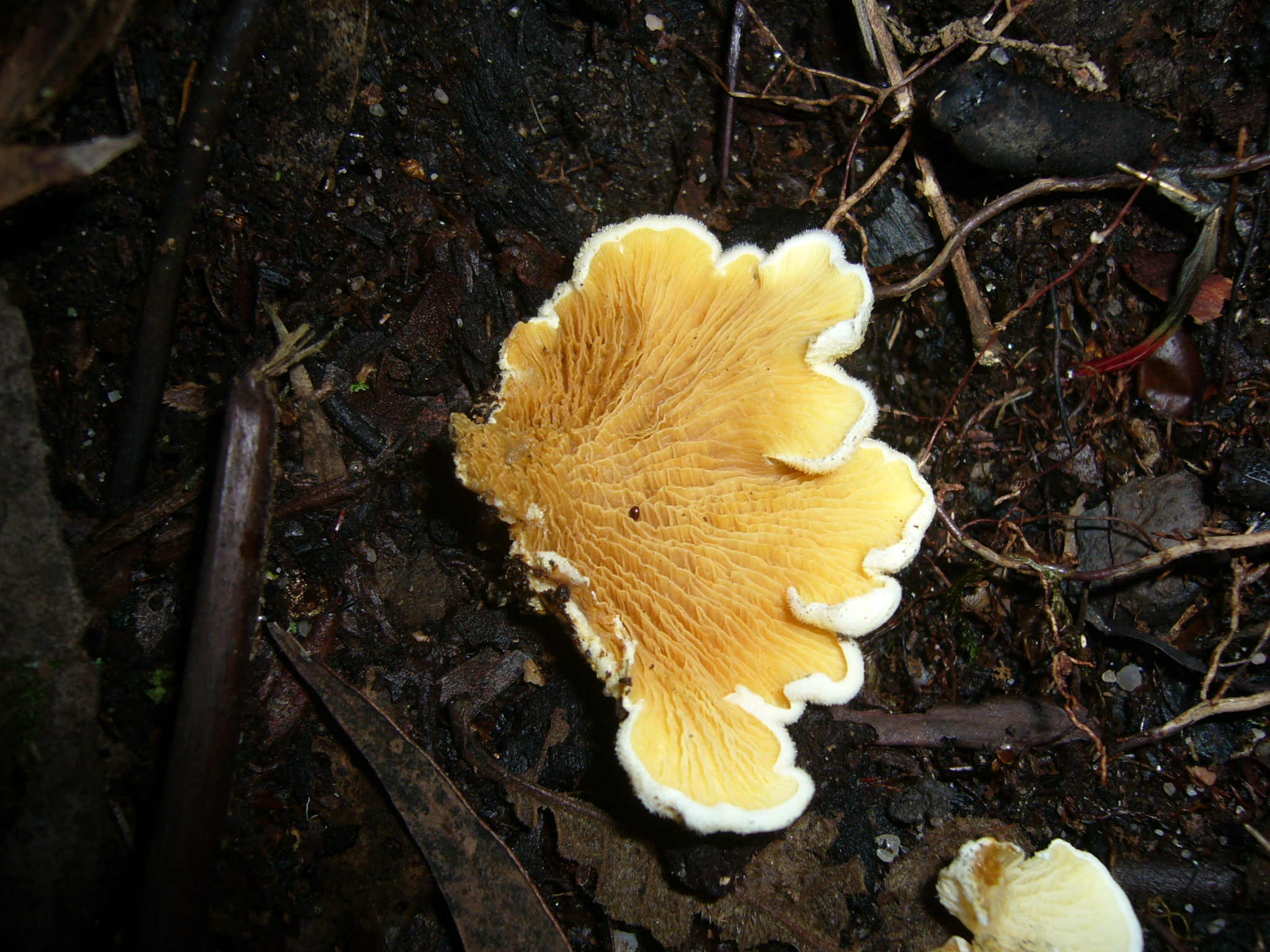
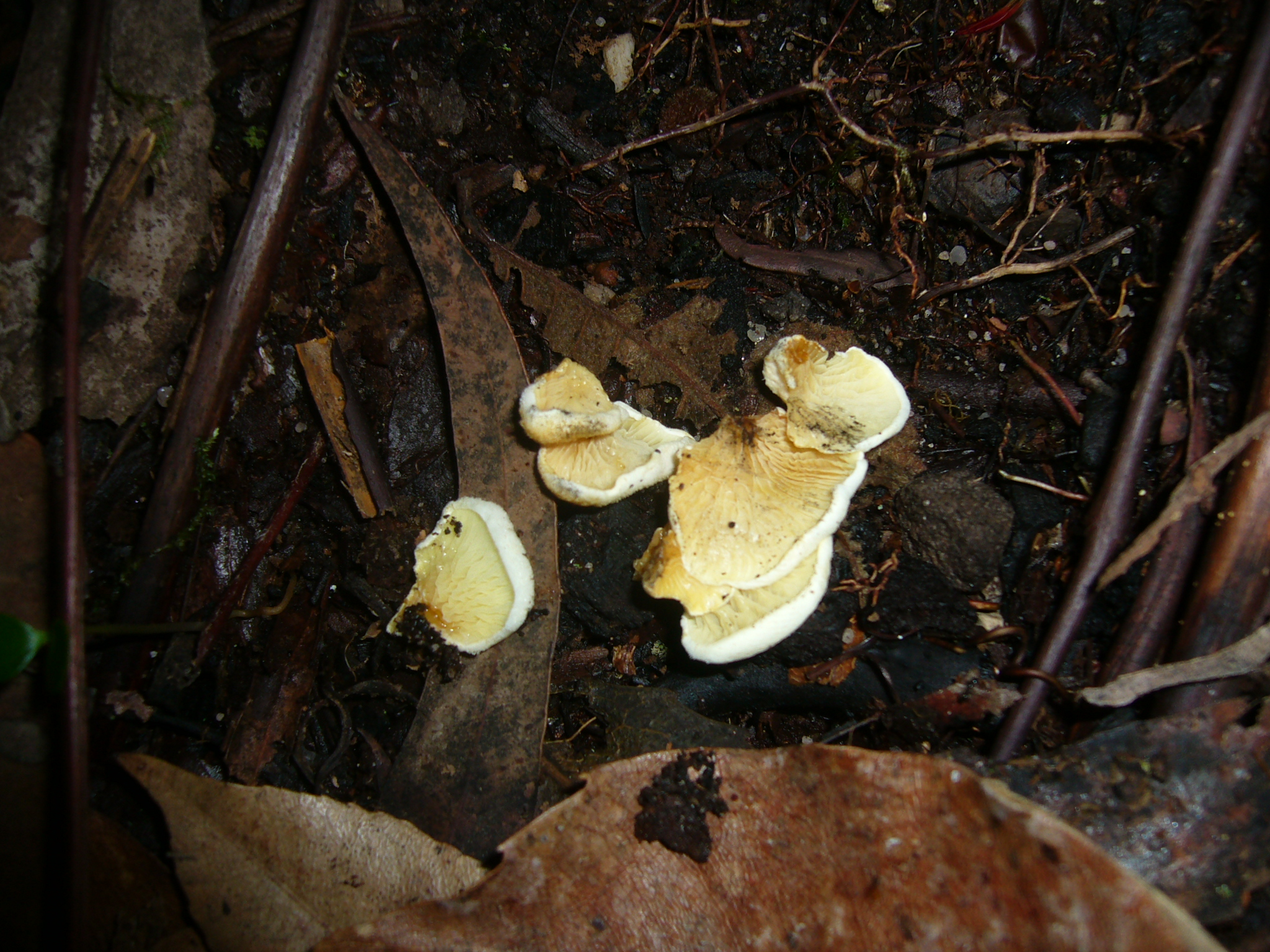
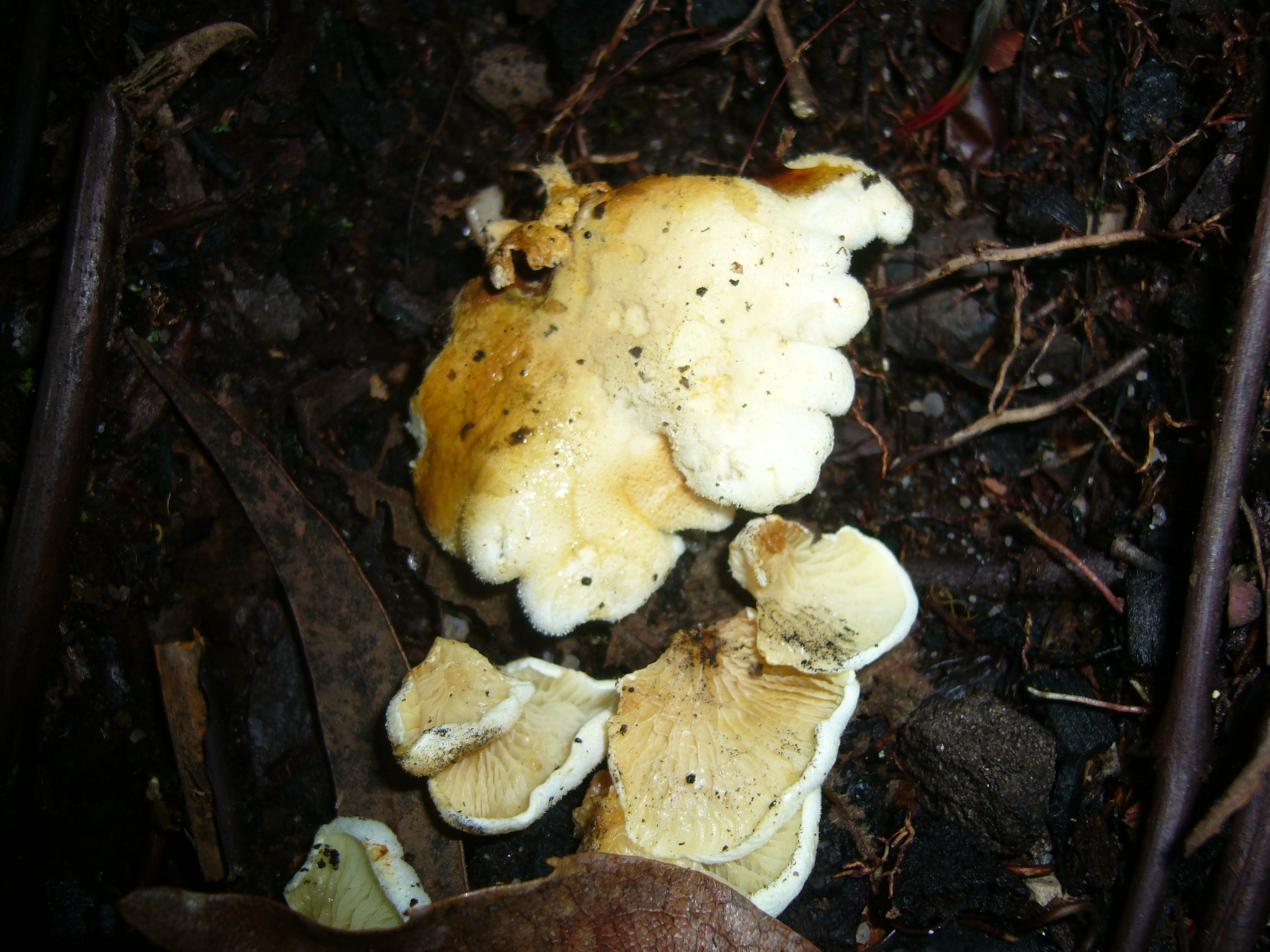
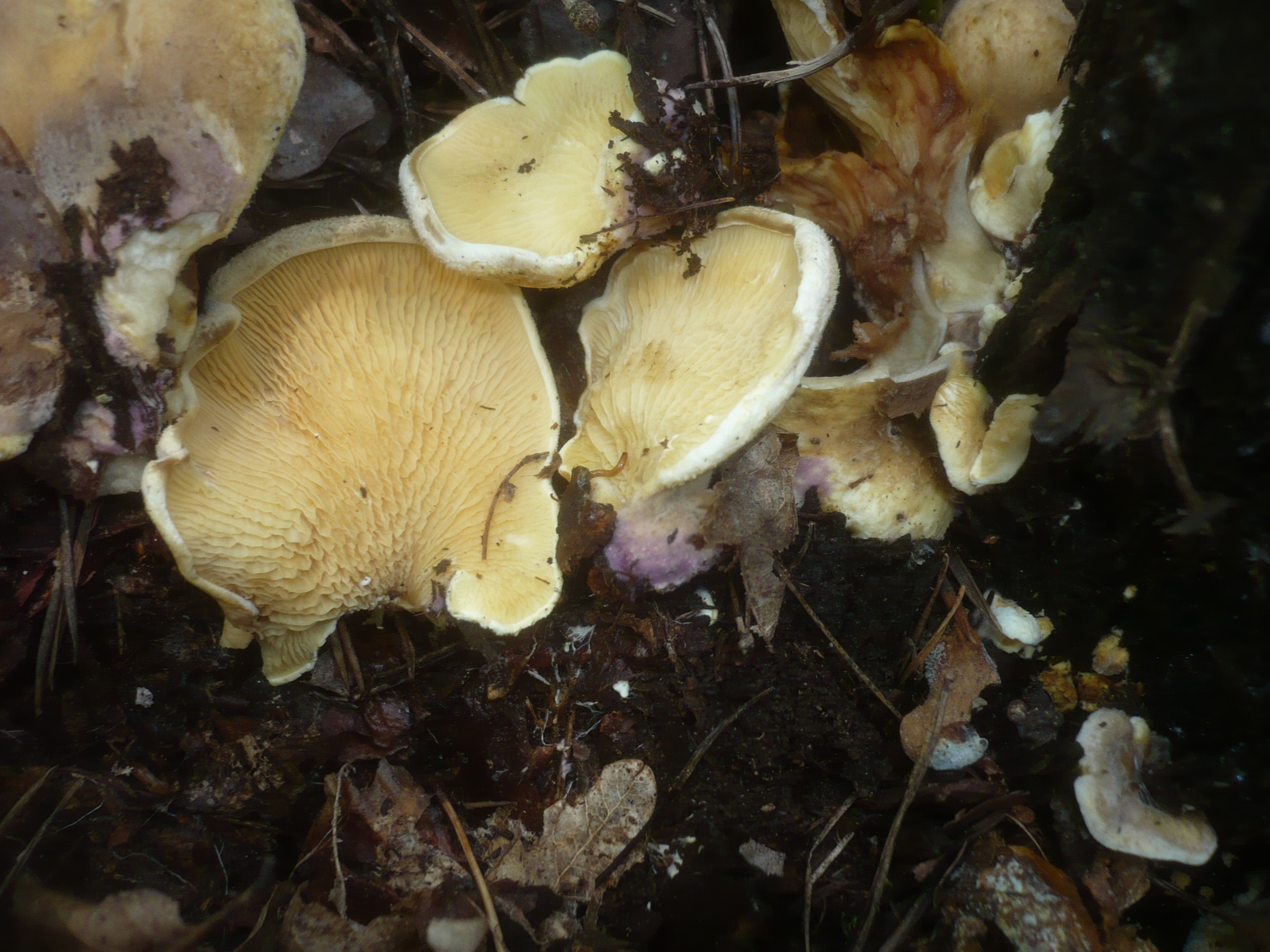
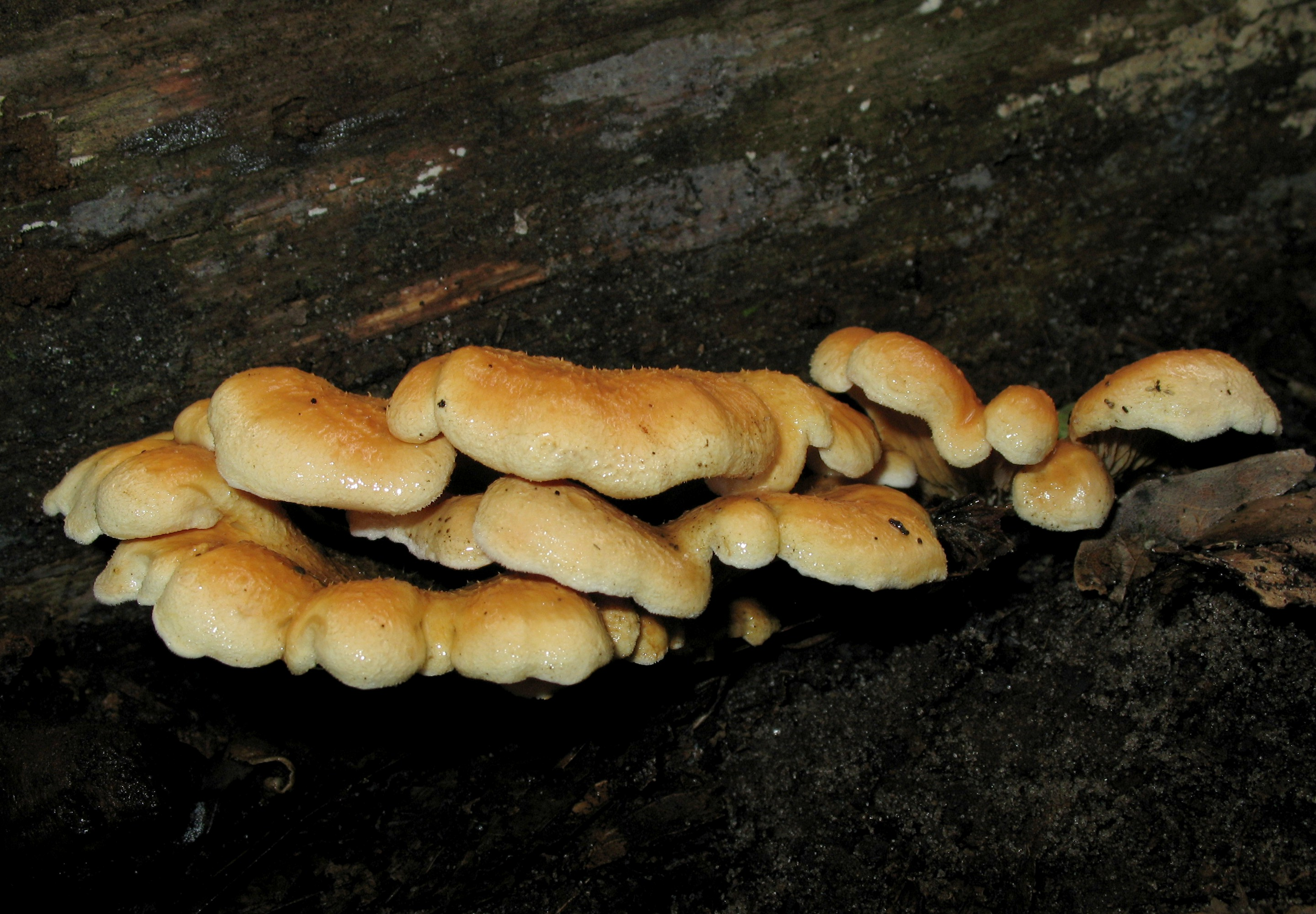
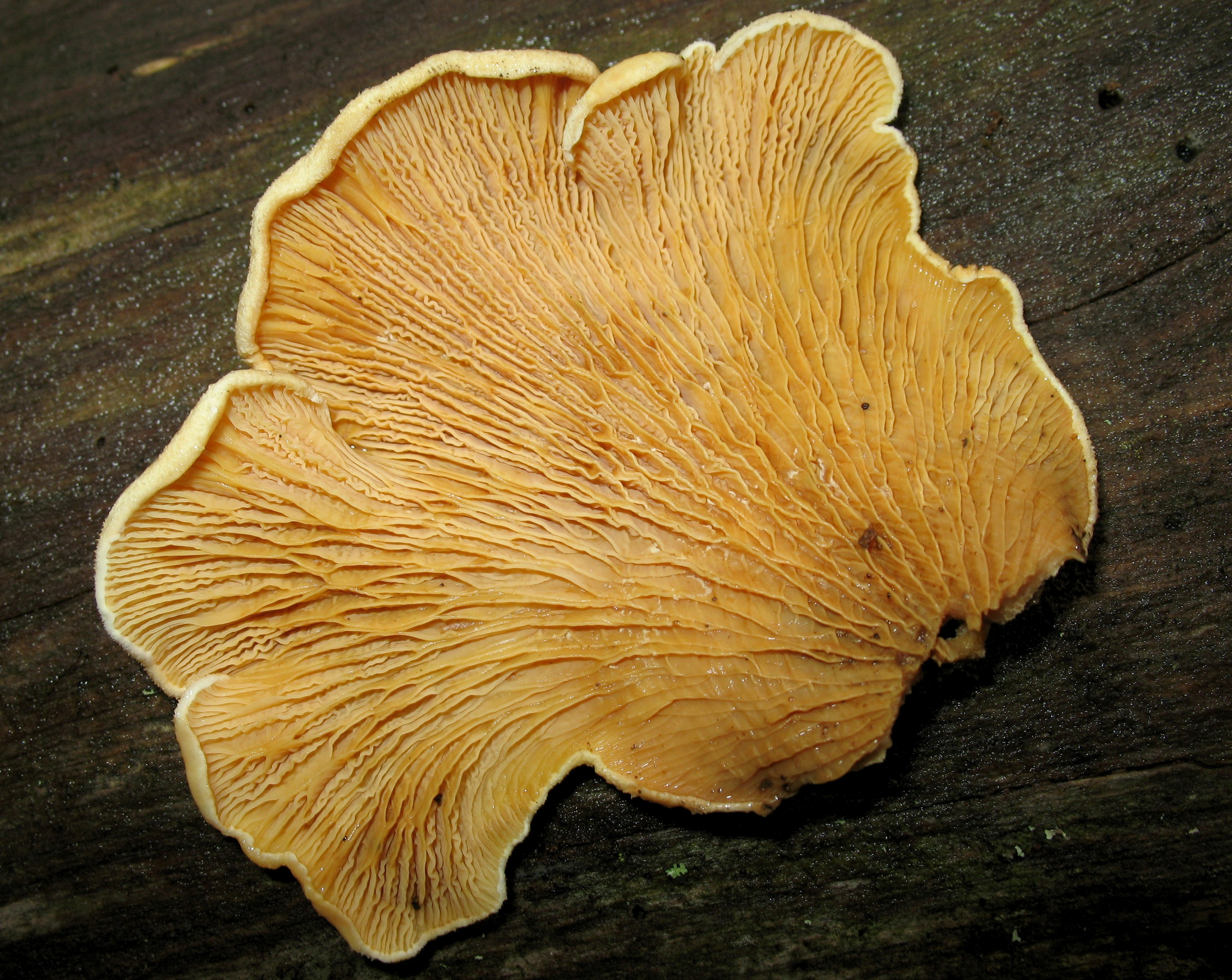